# Мишел Марсел Навратил
Мишел Марсел Навратил (фр. Michel Marcel Navratil) био је један од последњих живих путника, који су преживели бродолом Титаника.
Мишел је рођен 12. јуна 1908, у Ници а умро 30. јануара 2001, у Монпељеу. Био је словачког порекла. Кад се десио бродолом, Мишел Марсел је имао 3 и по године.
Његов отац се звао Мишел Навратил и није преживео бродолом.